# Filip Riska
Filip Riska (* 13. März 1985 in Jakobstad) ist ein finnischer Eishockeyspieler, der seit August 2018 bei Hämeenlinnan Pallokerho in der Liiga unter Vertrag steht.

## Karriere
Der Finnlandschwede Filip Riska begann seine Karriere als Eishockeyspieler bei Vaasan Sport, für das er in der Saison 2003/04 in der Mestis, der zweiten finnischen Spielklasse, aktiv war. Anschließend wechselte der Angreifer zu JYP Jyväskylä aus der SM-liiga, für die er die folgenden beiden Spielzeiten spielte. Da er sich dort zunächst nicht durchsetzen konnte, kehrte er im Sommer 2006 zu seinem Ex-Club Vaasan Sport zurück, mit dem er 2007 Dritter in der Mestis wurde. Nachdem Riska in der zweiten Liga überzeugen konnte, wurde er im Sommer 2008 erneut von JYP Jyväskylä unter Vertrag genommen, mit dem er in der Saison 2008/09 erstmals in seiner Karriere Finnischer Meister wurde. In der Meistersaison erzielte der Angreifer sieben Scorerpunkte, darunter fünf Tore, für JYP.
Riska stand anschließend bis 2016 bei JYP unter Vertrag, ehe er im Sommer 2016 erneut einen Vertrag bei Vaasan Sport erhielt. Jener Club war in der Zwischenzeit in die höchste Spielklasse, die Liiga, aufgestiegen. Riska agierte dort als Assistenzkapitän. Im Januar 2018 wurde er an die IF Björklöven aus der schwedischen HockeyAllsvenskan abgegeben.
Im August 2018 absolvierte Riska das Trainingslager von Hämeenlinnan Pallokerho, erhielt später einen Vertrag bei HPK und gewann im Mai 2019 mit dem Klub die finnische Meisterschaft.

### International
Für Finnland nahm Riska an der U20-Junioren-Weltmeisterschaft 2005 teil.

## Erfolge und Auszeichnungen
- 2006 Finnischer U20-Meister mit JYP Jyväskylä
- 2009 Finnischer Meister mit JYP Jyväskylä
- 2012 Finnischer Meister mit JYP Jyväskylä
- 2019 Finnischer Meister mit Hämeenlinnan Pallokerho